# 문경 양민 학살 사건
문경 양민학살 사건(聞慶良民虐殺事件)은 1949년 12월 24일 공비를 토벌 중이던 국군 제2사단 25연대 2대대 7중대 2소대 및 3소대원 70여 명이 경상북도 문경군 산북면 석봉리 석달마을에 불을 지르고 남녀노소 주민들을 살해한 민간인 대량학살 사건을 말한다.

## 설명

### 조작
당시 학살로 마을 주민 136명 중 어린이 9명과 여성 44명을 포함해 모두 86명이 목숨을 잃었다.

### 진실
이 사건은 이후 이승만이 집권한 제1공화국 정부에 의해 공비에 의한 양민학살 사건으로 조작되었다. 하지만 참여정부 들어 발족한 '진실·화해를 위한 과거사정리위원회'의 과거사 청산에 의해 2008년 여름 사건 진상과 가해 부대 책임자가 국가 차원에서 공식적으로 밝혀졌다.

### 소송
공식 결정 이후 유족들은 국가를 상대로 배상을 요구하는 소송을 제기했지만 1심과 2심 재판부는 유족들이 헌법소원을 낸 2000년 3월을 기점으로 손해가 발생한 날로부터 5년, 손해를 안 날로부터 3년의 소멸시효가 완성되었다는 이유로 청구를 기각했다. 하지만 2011년 9월 8일 대법원은 원심을 파기하고 사건을 서울고법으로 돌려보내기로 결정했다. 대법원은 "진실을 은폐하고 진상 규명을 위한 노력조차 게을리 한 국가가 이제 와서 문경 학살 사건의 유족인 원고들이 미리 소를 제기하지 못한 것을 탓하며 시효 완성을 이유로 채무 이행을 거절하는 것은 부당하다"라고 판시하고, 손해배상 청구권 시효는 진실화해위가 진실 규명 결정을 한 2007년 6월부터 시작된다고 봤다.

## 같이 보기
- 보도연맹 사건
- 제주 4·3 사건
- 거창 사건
- 여수·순천 사건
- 노근리 양민 학살 사건